# 蛇藤
蛇藤（学名：Colubrina asiatica），又名亚洲滨枣，为鼠李科滨枣属下的一个种，分佈于舊大陸的熱帶和亞熱帶地區。它的種子可以在鹽水中存活，因此可以飄洋過海，從大陸地帶傳播到太平洋諸島上。

## 扩展阅读
- 維基物種上的相關：亚洲滨枣